# Kasaï Central
 (décembre 2015).
Si vous disposez d'ouvrages ou d'articles de référence ou si vous connaissez des sites web de qualité traitant du thème abordé ici, merci de compléter l'article en donnant les références utiles à sa vérifiabilité et en les liant à la section « Notes et références ».
Le Kasaï-Central est depuis 2015 une province de la république démocratique du Congo à la suite de l'éclatement de la province du Kasaï-Occidental. Elle a pour chef-lieu la ville de Kananga.

## Géographie
Elle a une superficie de 58,368 km2, elle est située entre les parallèles 2° et 8° de latitude Sud et entre les méridiens 21°30’ et 24° de longitude Est.
La province du Kasaï-Central est bornée au nord par la province de Sankuru, au sud par la province angolaise de Lunda Norte et de la province de la Lualaba (au Katanga), à l’est par la province du Kasaï Oriental et à l’ouest par la province du Kasaï.
|            | Sankuru       |                |
| Kasaï      | Kasaï central | Kasaï oriental |
| Lunda-Nord | Lualaba       | Lomami         |

### Végétation
La province du Kasaï Central connaît deux types de végétation : la végétation forestière et la savane guinéenne. La première est rencontrée dans la partie Nord des Territoires de Demba et de Dimbelenge, tandis que la seconde occupe une grande partie de la province sur le sol relativement pauvre d’une part, des terres riches du territoire de Luiza et du sud du Territoire de Kazumba.

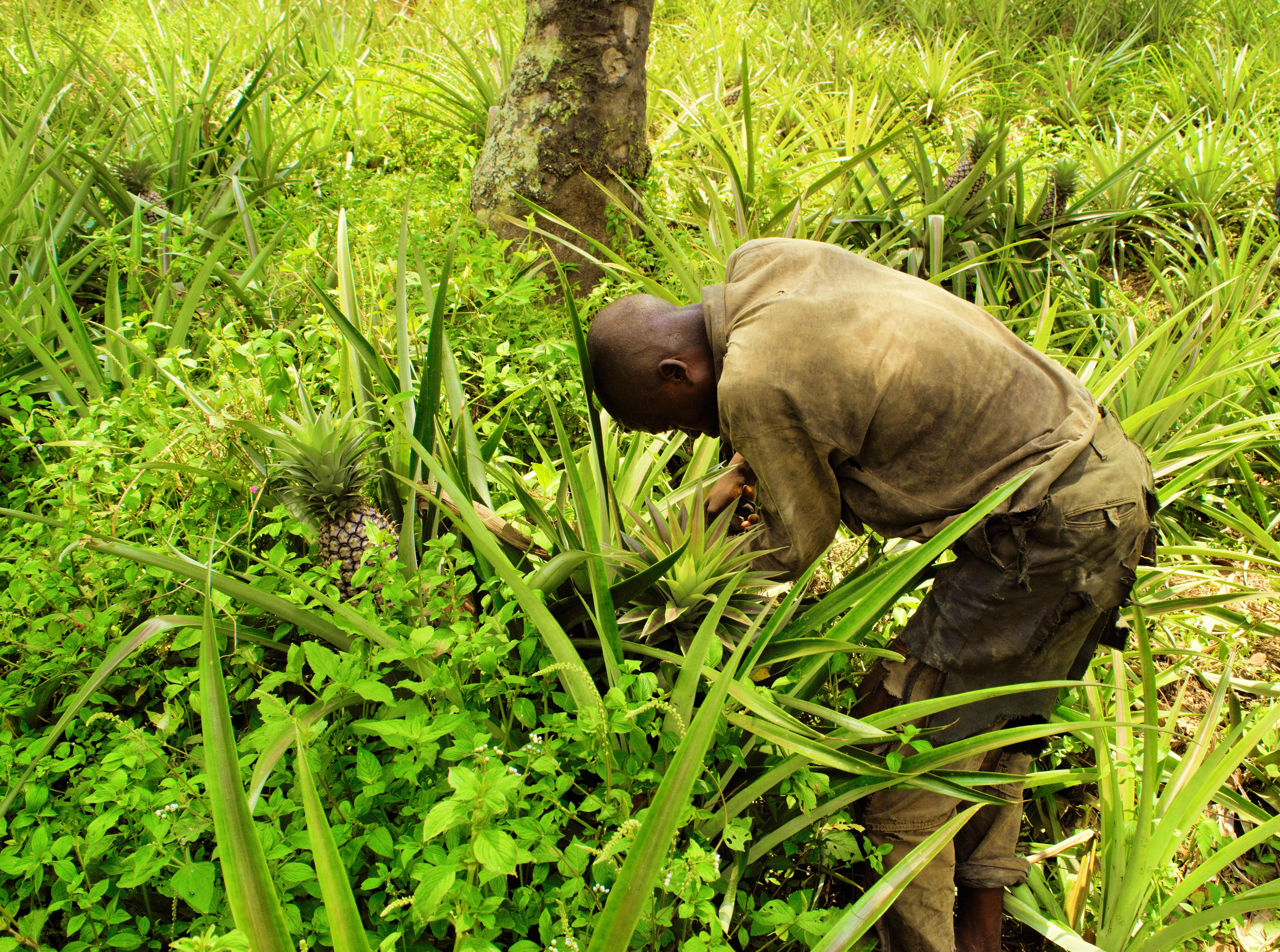
Plantation d'ananas près de Kananga.

### Climat
Le climat de la province du Kasaï Central est du type tropical chaud et humide caractérisé par l’alternance de saisons, à savoir : la saison de pluie et la saison sèche.

### Sol
Deux types de sol caractérisent la province du Kasaï Central : sol argilo-sablonneux qui domine tout le territoire de Luiza et le secteur de Tshishilu, en territoire de Dibaya. Et le sol sablo-argileux prédominant dans le reste de la province.

## Histoire
La province du Kasaï-Central qui correspond à l'ancien district de Lulua est l'une des provinces prévues par la Constitution de 2005.
La province du Kasaï-Central a vu le jour le 18 juillet 2015, à la suite du démembrement de l’ancienne province du Kasaï Occidental. Elle se retrouve dans les limites de l’ancien district de Lulua.

## Politique
En mars 2016, Alex Kande Mupompa, un candidat indépendant, est élu gouverneur de la province. Il est déchu de son poste en novembre 2017 en raison de sa mauvaise gestion et de détournements présumés de fonds. Une élection se déroule en décembre à l'Assemblée provinciale et Denis Kambayi Cimbumbu est élu gouverneur. Il démissionne de ses fonctions en mars 2019, préférant siéger à l'Assemblée provinciale. Il est remplacé par le vice-gouverneur Manix Kabuanga Kabuanga.

## Administration
La province du Kasaï Central est administrativement divisée en cinq territoires et deux villes. Territoires de Demba, Dibaya, Dimbelenge, Kazumba et Luiza ; et les Villes de Kananga et de Tshimbulu.
| CD91     | Province du Kasaï central | Province du Kasaï central | Province du Kasaï central | Province du Kasaï central |
| Code INS | Subdivision               | Chef-lieu                 | Superficie (km²)          | Population                |
| -------- | ------------------------- | ------------------------- | ------------------------- | ------------------------- |
| 9010     | Ville de Kananga          | Kananga                   | 847                       | 1 961 181                 |
| 9021     | Territoire de Dibaya      | Dibaya                    | 8 601                     |                           |
| 9022     | Territoire de Luiza       | Luiza                     | 14 702                    |                           |
| 9023     | Territoire de Kazumba     | Kazumba                   | 12 881                    |                           |
| 9024     | Territoire de Demba       | Demba                     | 8 961                     |                           |
| 9025     | Territoire de Dimbelenge  | Dimbelenge                | 13 223                    |                           |